# Mairieux
Pour l’article homonyme, voir Mérieux.
Mairieux est une commune française située dans le département du Nord, en région Hauts-de-France.

## Géographie
La commune de Mairieux se situe à mi-chemin de Maubeuge au sud et de la frontière belge au nord. La commune est constituée de deux noyaux d'habitation, anciennes seigneuries : à l'est, Mairieux (autrefois souvent écrit Mainrieu), où se trouvent la mairie, l'école et l'église. Et à l'ouest, sur la route de Mons, La Grisoelle (antérieurement Glismelle, puis La Glisuelle). Deux écarts : Héron-Fontaine, ancienne seigneurie, à l'ouest de La Grisoelle, et Saint-Pierre-d'Hautmont, ancienne cense d'Hautmont, au nord de Mairieux.

### Communes limitrophes
| Bettignies                |          | Bersillies |
| Gognies-Chaussée Belgique | Mairieux |            |
|                           | Maubeuge | Élesmes    |

### Hydrographie

#### Réseau hydrographique
La commune est située dans le bassin Artois-Picardie. Elle est drainée par le ri hoyau, le ruisseau de Rotteleux, le ruisseau du Marais et le ruisseau du Ronsart,,.

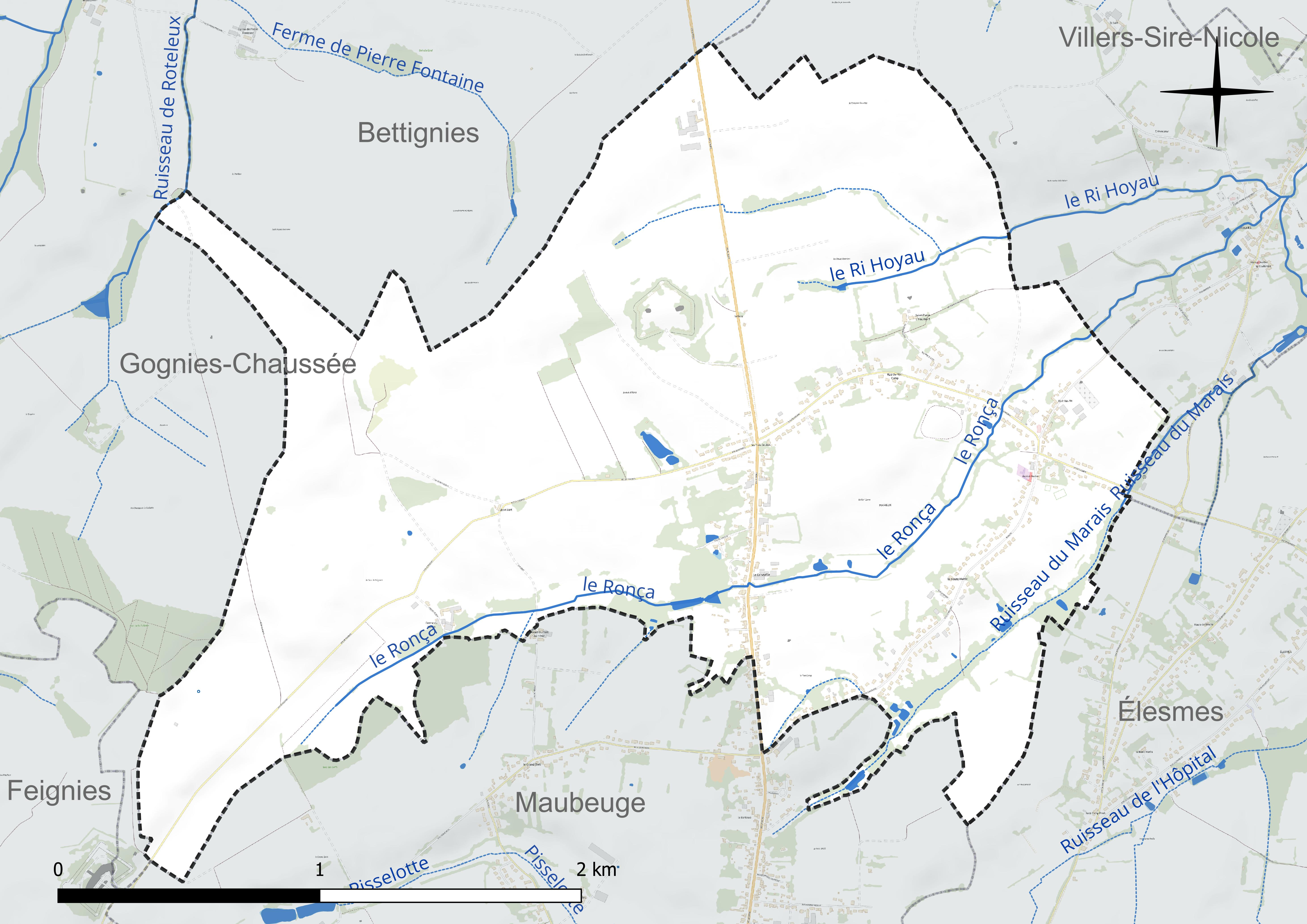
Réseau hydrographique de Mairieux.

#### Gestion et qualité des eaux
Le territoire communal est couvert par le schéma d'aménagement et de gestion des eaux (SAGE) « Escaut ». Ce document de planification concerne un territoire de 2 005 km2 de superficie, délimité par le bassin versant de l'Escaut. Le périmètre a été arrêté le 9 juin 2006 et le SAGE proprement dit a été approuvé le 13 juillet 2021. La structure porteuse de l'élaboration et de la mise en œuvre est le syndicat mixte Escaut et Affluents (SyMEA). 
La qualité des cours d'eau peut être consultée sur un site dédié géré par les agences de l'eau et l'Agence française pour la biodiversité. 

### Climat
Pour des articles plus généraux, voir Climat des Hauts-de-France et Climat du Nord.
En 2010, le climat de la commune est de type climat des marges montargnardes, selon une étude du CNRS s'appuyant sur une série de données couvrant la période 1971-2000. En 2020, Météo-France publie une typologie des climats de la France métropolitaine dans laquelle la commune est exposée à un climat océanique altéré et est dans la région climatique  Nord-est du bassin Parisien, caractérisée par un ensoleillement médiocre, une pluviométrie moyenne régulièrement répartie au cours de l'année et un hiver froid (3 °C). 
Pour la période 1971-2000, la température annuelle moyenne est de 10,1 °C, avec une amplitude thermique annuelle de 15 °C. Le cumul annuel moyen de précipitations est de 867 mm, avec 12,5 jours de précipitations en janvier et 9,8 jours en juillet. Pour la période 1991-2020, la température moyenne annuelle observée sur la station météorologique la plus proche, située sur la commune de Saint-Hilaire-sur-Helpe à 21 km à vol d'oiseau, est de 10,5 °C et le cumul annuel moyen de précipitations est de 802,4 mm,. Pour l'avenir, les paramètres climatiques de la commune estimés pour 2050 selon différents scénarios d'émission de gaz à effet de serre sont consultables sur un site dédié publié par Météo-France en novembre 2022.

## Urbanisme

### Typologie
Au 1er janvier 2024, Mairieux est catégorisée commune rurale à habitat dispersé, selon la nouvelle grille communale de densité à sept niveaux définie par l'Insee en 2022.
Elle appartient à l'unité urbaine de Maubeuge (partie française), une agglomération internationale regroupant 22  communes, dont elle est une commune de la banlieue,,. Par ailleurs la commune fait partie de l'aire d'attraction de Maubeuge (partie française), dont elle est une commune de la couronne,. Cette aire, qui regroupe 65 communes, est catégorisée dans les aires de 50 000 à moins de 200 000 habitants,.

### Occupation des sols
L'occupation des sols de la commune, telle qu'elle ressort de la base de données européenne d'occupation biophysique des sols Corine Land Cover (CLC), est marquée par l'importance des territoires agricoles (87,4 % en 2018), en diminution par rapport à 1990 (90 %). La répartition détaillée en 2018 est la suivante : 
terres arables (49 %), prairies (38,4 %), zones urbanisées (12,6 %). L'évolution de l'occupation des sols de la commune et de ses infrastructures peut être observée sur les différentes représentations cartographiques du territoire : la carte de Cassini (XVIIIe siècle), la carte d'état-major (1820-1866) et les cartes ou photos aériennes de l'IGN pour la période actuelle (1950 à aujourd'hui).

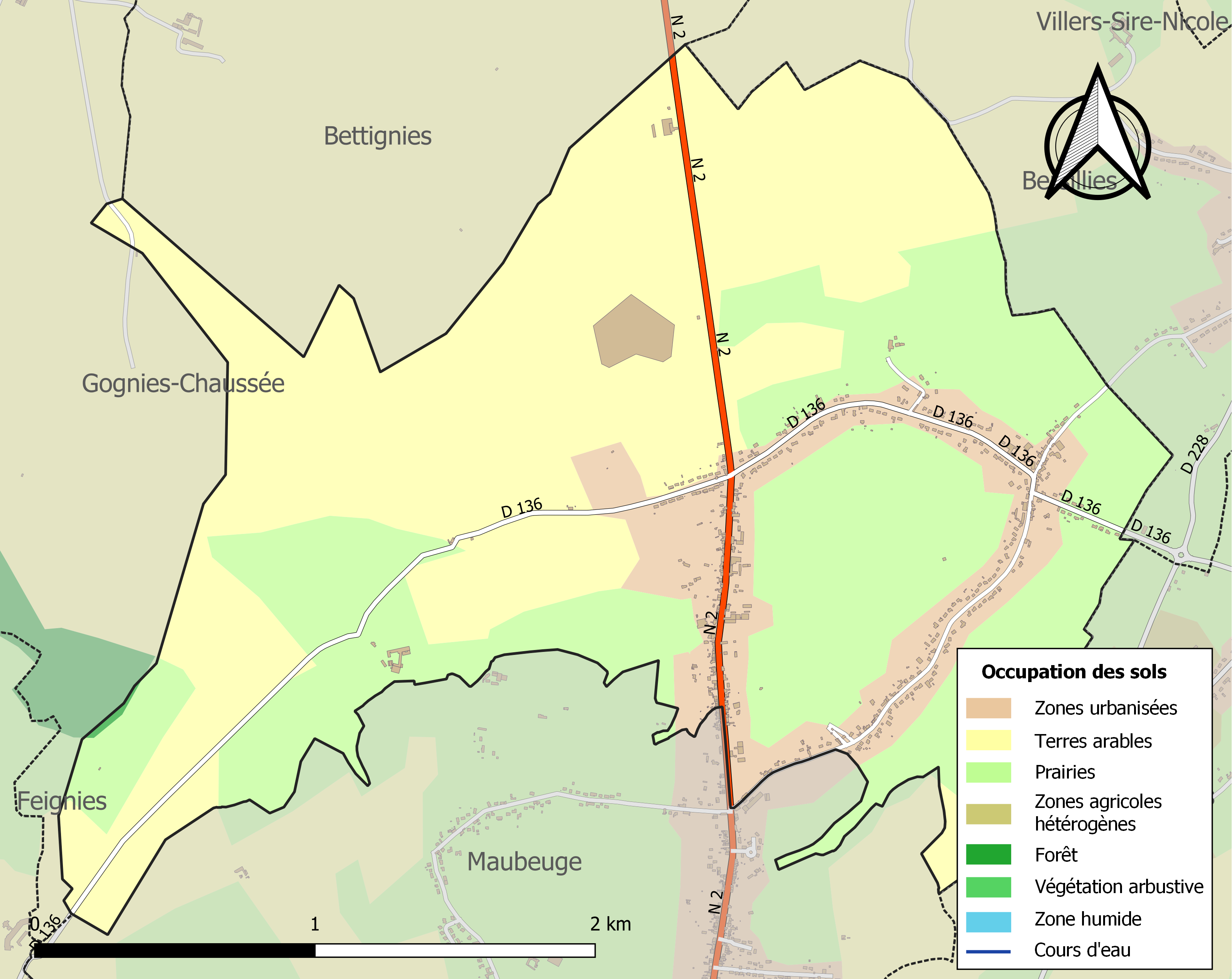
Carte des infrastructures et de l'occupation des sols de la commune en 2018 (CLC).

## Histoire
La seigneurie de Mairieu existait déjà avant 680, année d'une visite de sainte Aldegonde. Il est souvent question de Mairieux, La Glisuelle et Héron-Fontaine dans le recueil des titres féodaux de Hainaut. Chacune des trois seigneuries possédait un château et une chapelle ou église.
De Héron-Fontaine, fief du comte de Hainaut et dont la chapelle relevait de l'abbaye d'Hautmont, il ne reste que la ferme du château.
La seigneurie plus importante de La Glisuelle relevait du chapitre de Maubeuge. On a pu retracer les origines de la famille La Glisuelle jusqu'à Jean de La Glisuelle qui était en 766 seigneur de Pierre-Fontaine et de La Glisuelle. Le fief restait jusqu'au XVIe siècle dans la famille pour ensuite, par héritage et vente, changer plusieurs fois de propriétaire. le château a été démoli au XVIIe siècle; un champ nommé Le Château en perpétue le souvenir.
La seigneurie de Mairieux était formée par deux fiefs, qui étaient le plus souvent en possession d'un seul seigneur. Sa cure fut, dit-on, érigée en 784, les collateurs en étaient d'abord les religieux du monastère de Hautmont, ensuite ceux de l'abbaye Saint-André, du Cateau et en 1183 la collation revint à l'Abbaye d'Hautmont, qui la garda jusqu'à la Révolution, en 1789. Du château ne reste plus de trace.
Le 11 juin 1792 eut lieu, au lieu aujourd'hui appelé La Grisoëlle, près de la route de Mons, le combat de La Glisuelle, dans laquelle un bataillon de volontaires de la Côte-d'Or, qui faisait partie de l'avant-garde de l'armée de La Fayette, s'est couronné de gloire, en tenant héroïquement tête jusqu'au dernier homme devant une armée de 33 000 Autrichiens, pendant que le gros de l'avant-garde, dont le commandant, le maréchal de camp Jean-Baptiste Gouvion, avait été tué, se repliait vers Maubeuge, retrait devenu nécessaire du fait que le général La Fayette n'avait pas envoyé de renfort. Seulement 15 blessés du bataillon de la Côte-d'Or survécurent, mais ils ont tenu jusqu'à ce que l'armée autrichienne se soit retirée au son des tambours du renfort français venu enfin.

## Héraldique
|  | Les armes de Mairieux se blasonnent ainsi : D'azur à la croix recroisettée et péronnée de trois marches d'or. |

## Politique et administration
Maire de 1802 à 1807 : Blavier,.
| Période                                  | Période      | Identité                | Étiquette | Qualité |
| ---------------------------------------- | ------------ | ----------------------- | --------- | ------- |
| mars 1994                                | février 2010 | Léon Loiseau            |           |         |
| février 2010                             | avril 2012   | Philippe Beaumont       |           |         |
| avril 2012                               | juin 2012    | Michel Mayaux (intérim) |           |         |
| juin 2012                                | mars 2014    | Léon Loiseau            |           |         |
| mars 2014                                | En cours     | Alain Bouilliez         |           |         |
| Les données manquantes sont à compléter. |              |                         |           |         |

## Population et société

### Démographie

#### Évolution démographique
L'évolution du nombre d'habitants est connue à travers les recensements de la population effectués dans la commune depuis 1793. Pour les communes de moins de 10 000 habitants, une enquête de recensement portant sur toute la population est réalisée tous les cinq ans, les populations de référence des années intermédiaires étant quant à elles estimées par interpolation ou extrapolation. Pour la commune, le premier recensement exhaustif entrant dans le cadre du nouveau dispositif a été réalisé en 2005.

En 2022, la commune comptait 698 habitants, en évolution de −5,68 % par rapport à 2016 (Nord : +0,51 %, France hors Mayotte : +2,11 %).
| 1793 | 1800 | 1806 | 1821 | 1831 | 1836 | 1841 | 1846 | 1851 |
| ---- | ---- | ---- | ---- | ---- | ---- | ---- | ---- | ---- |
| 282  | 268  | 316  | 462  | 479  | 485  | 494  | 499  | 514  |

| 1856 | 1861 | 1866 | 1872 | 1876 | 1881 | 1886 | 1891 | 1896 |
| ---- | ---- | ---- | ---- | ---- | ---- | ---- | ---- | ---- |
| 501  | 503  | 499  | 500  | 483  | 493  | 493  | 471  | 520  |

| 1901 | 1906 | 1911 | 1921 | 1926 | 1931 | 1936 | 1946 | 1954 |
| ---- | ---- | ---- | ---- | ---- | ---- | ---- | ---- | ---- |
| 785  | 642  | 585  | 441  | 484  | 484  | 525  | 464  | 490  |

| 1962 | 1968 | 1975 | 1982 | 1990 | 1999 | 2005 | 2006 | 2010 |
| ---- | ---- | ---- | ---- | ---- | ---- | ---- | ---- | ---- |
| 500  | 449  | 663  | 685  | 754  | 780  | 750  | 750  | 774  |

| 2015 | 2020 | 2022 | - | - | - | - | - | - |
| ---- | ---- | ---- | - | - | - | - | - | - |
| 742  | 700  | 698  | - | - | - | - | - | - |

#### Pyramide des âges
La population de la commune est relativement âgée.
En 2018, le taux de personnes d'un âge inférieur à 30 ans s'élève à 26,6 %, soit en dessous de la moyenne départementale (39,5 %). À l'inverse, le taux de personnes d'âge supérieur à 60 ans est de 33,5 % la même année, alors qu'il est de 22,5 % au niveau départemental.
En 2018, la commune comptait 364 hommes pour 358 femmes, soit un taux de 50,42 % d'hommes, largement supérieur au taux départemental (48,23 %).
Les pyramides des âges de la commune et du département s'établissent comme suit.
| Hommes | Classe d’âge | Femmes |
| ------ | ------------ | ------ |
| 0,3    | 90 ou +      | 0,3    |
| 6,8    | 75-89 ans    | 7,8    |
| 26,3   | 60-74 ans    | 25,4   |
| 21,8   | 45-59 ans    | 25,1   |
| 17,0   | 30-44 ans    | 16,1   |
| 11,0   | 15-29 ans    | 10,7   |
| 16,7   | 0-14 ans     | 14,7   |

| Hommes | Classe d’âge | Femmes |
| ------ | ------------ | ------ |
| 0,5    | 90 ou +      | 1,4    |
| 5,3    | 75-89 ans    | 8,1    |
| 14,8   | 60-74 ans    | 16,2   |
| 19,1   | 45-59 ans    | 18,4   |
| 19,5   | 30-44 ans    | 18,7   |
| 20,7   | 15-29 ans    | 19,1   |
| 20,2   | 0-14 ans     | 18     |

## Lieux et monuments

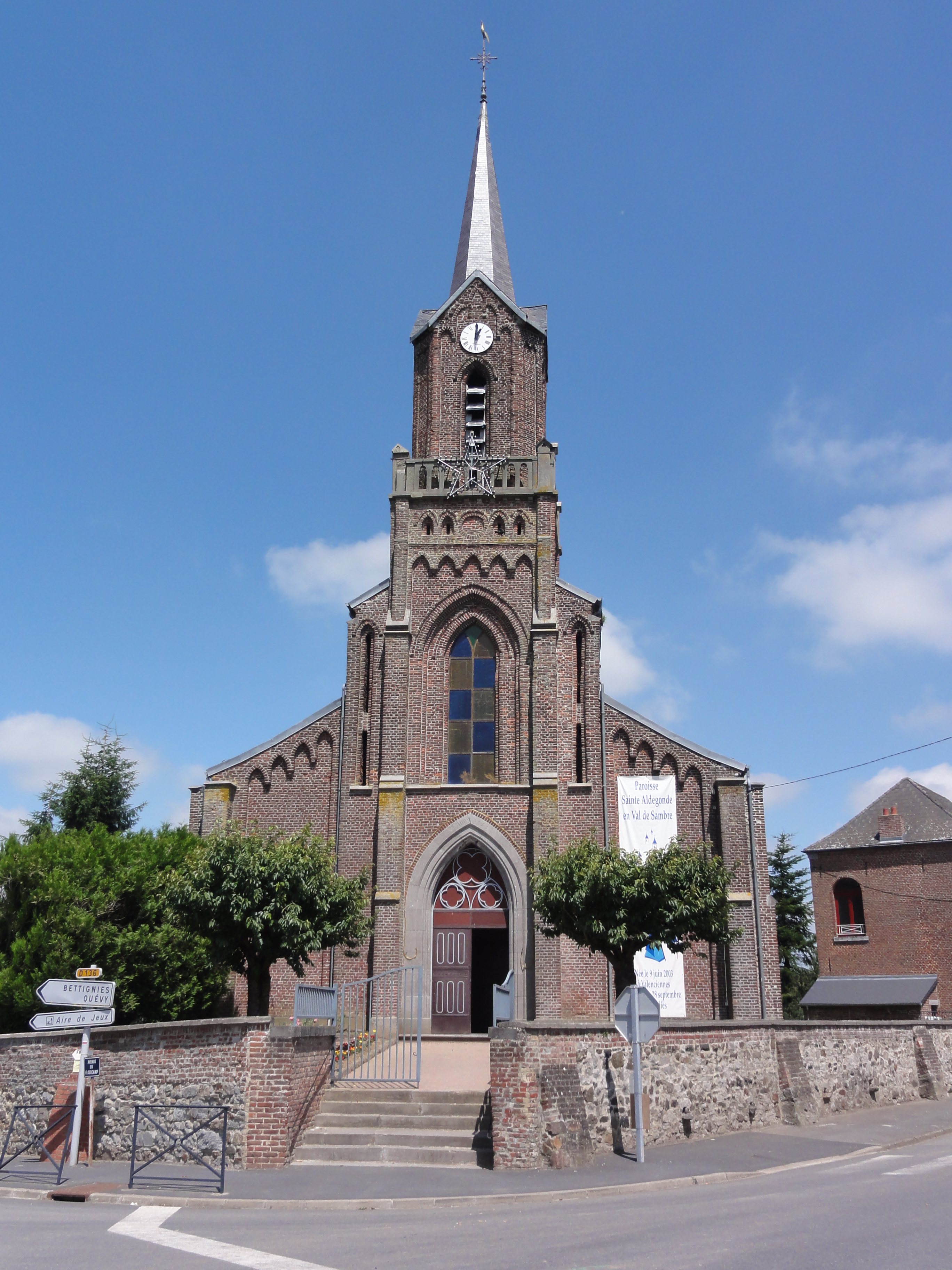
L'église Saint-André.

### Patrimoine religieux
- Église Saint-André.
- Chapelles et oratoires dispersés.

### Plaques et monuments de guerres
- Monument commémoratif du combat de La Glisuelle élevé en 1913 à La Grisoëlle, au lieu-dit les Trois Entêtés, le long de la RN 2 à l'est de celle-ci et un peu au nord du carrefour avec la D 136. Le monument a été conçu par l'architecte Jules Cattelain et porte un médaillon en bronze de Jean-Baptiste Gouvion par le sculpteur maubeugeois René Bertrand-Boutée[27].
- La bataille de La Grisoelle en 1792, plaque dans l'église Saint-André, Mairieux.
- Les combattants de 1870, plaque, également dans l'église de Mairieux.
- Les morts de 1914-18, plaque sur la façade de l'école à Mairieux.
- Monument aux morts, à La Grisoelle, commémorant plusieurs guerres.

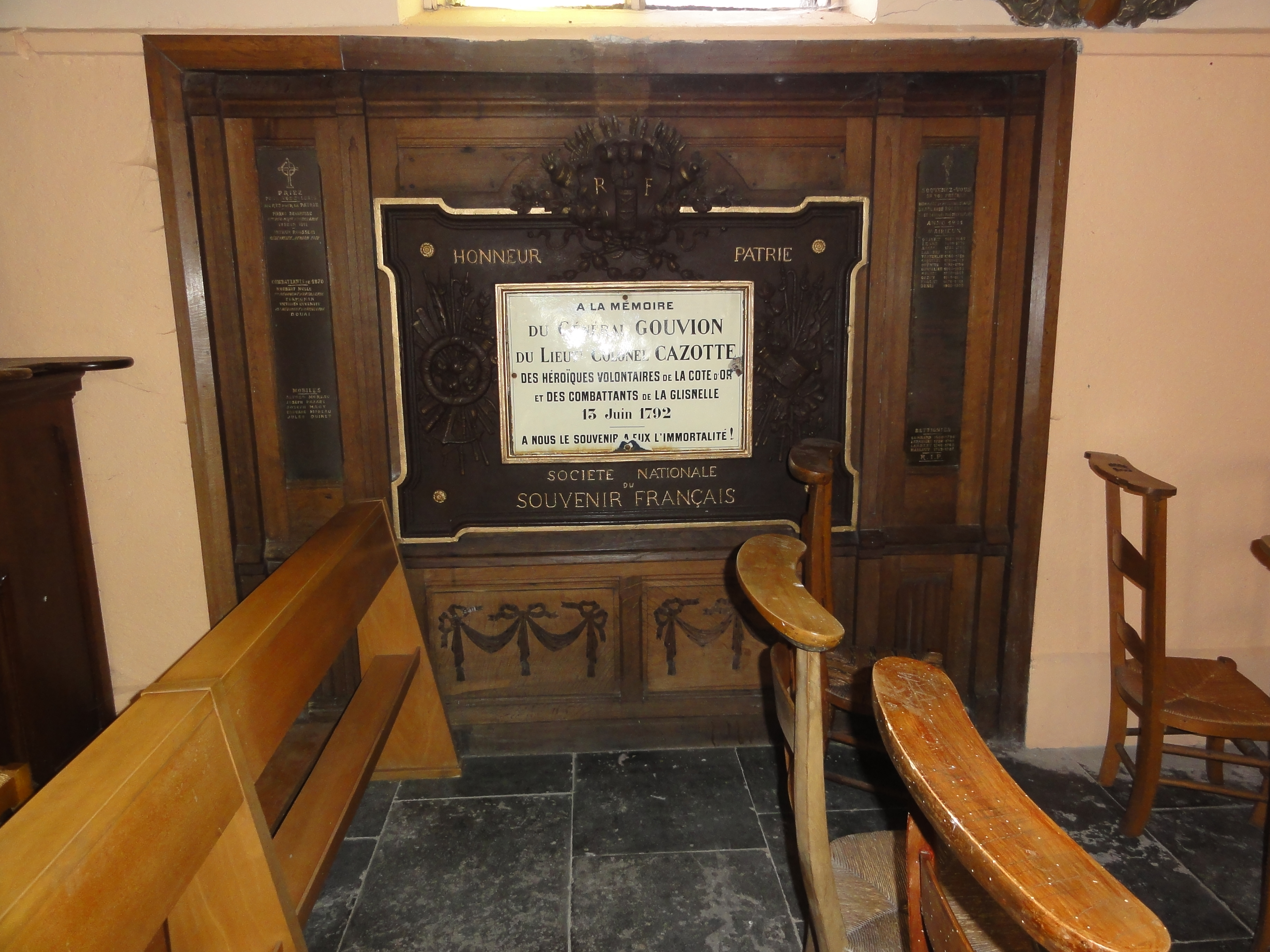
Plaque commémorant la bataille de La Grisoelle (1792).
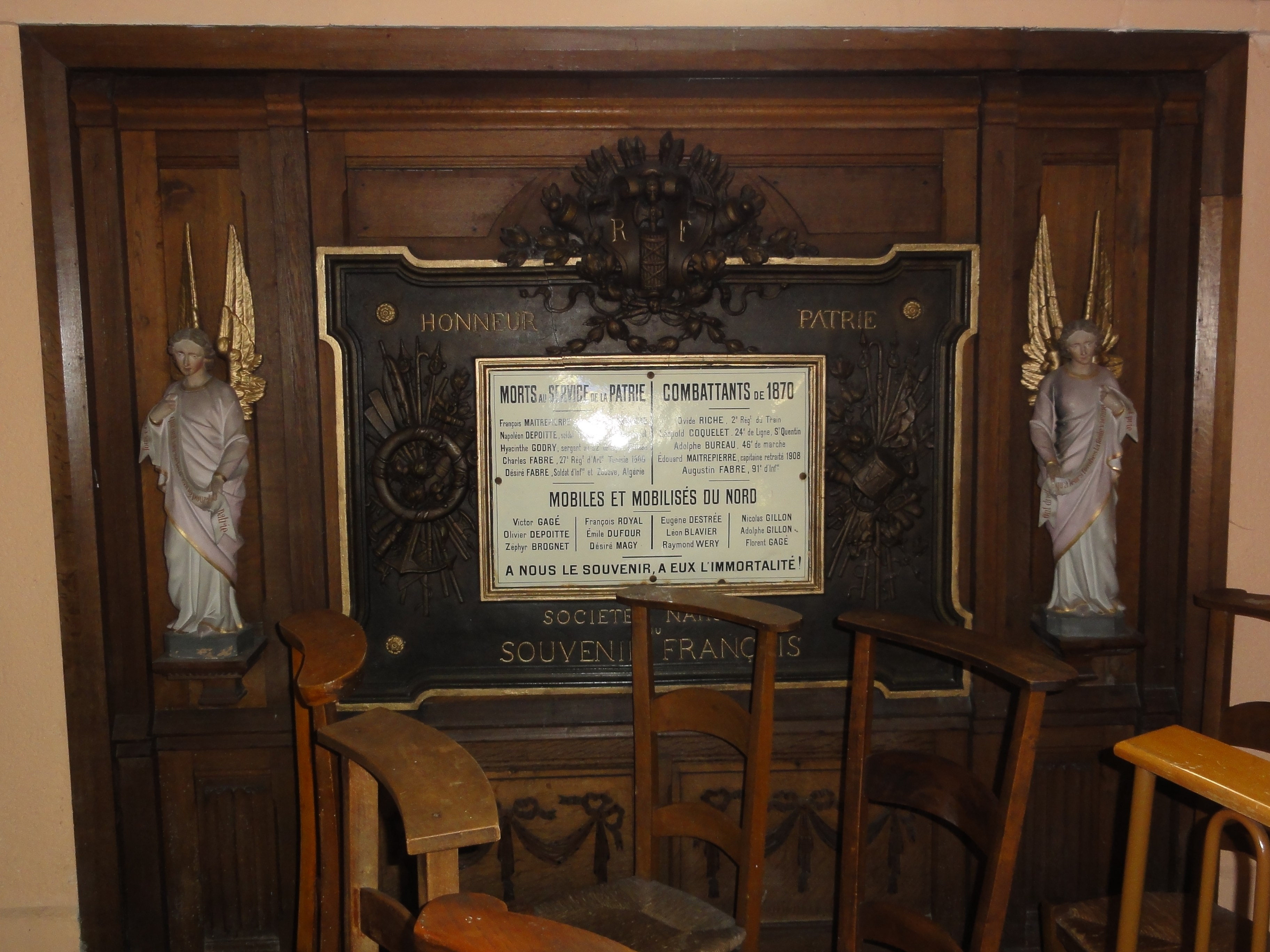
Monument de 1870.
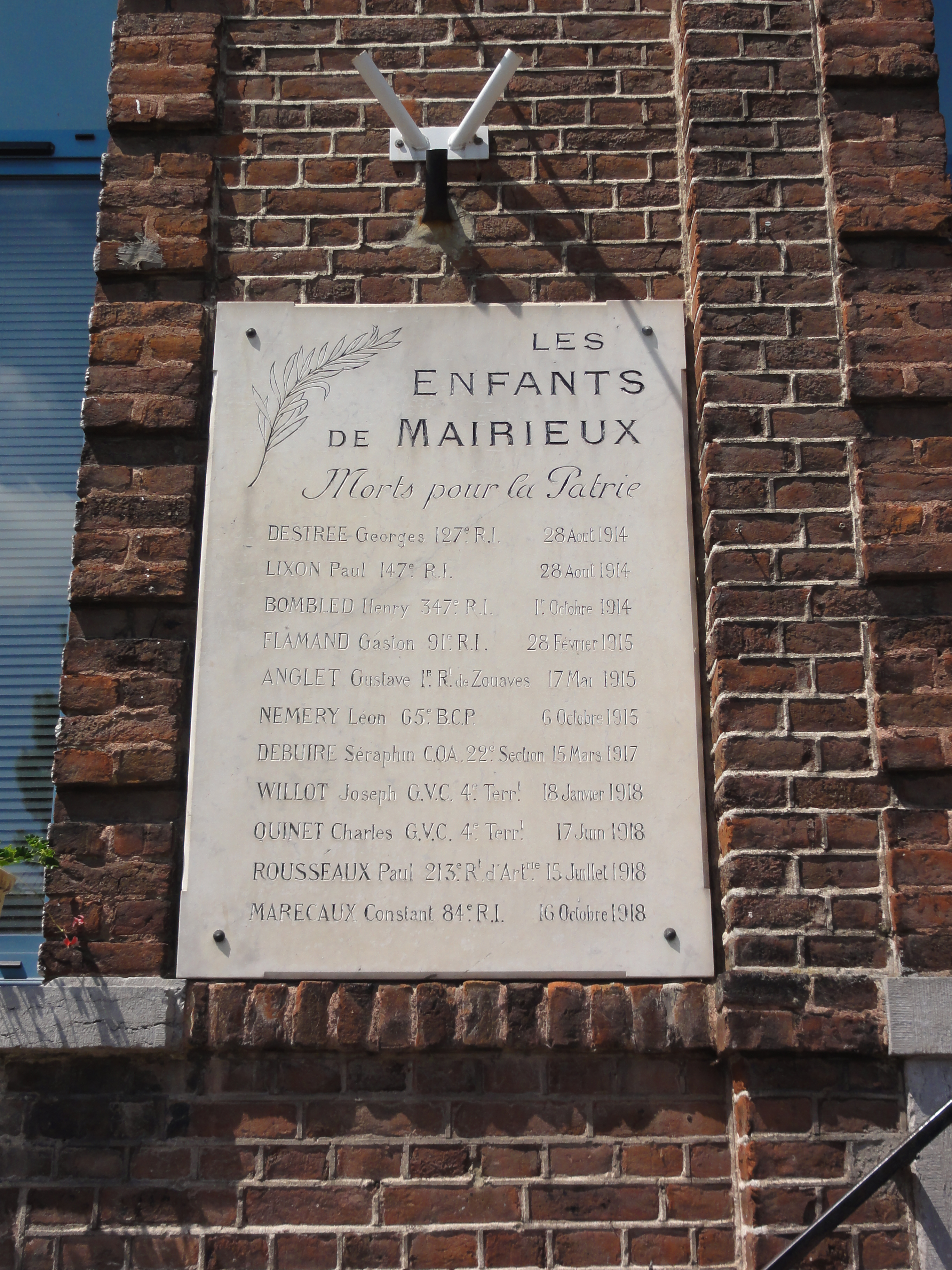
Plaque 1914-1918 sur l'école.
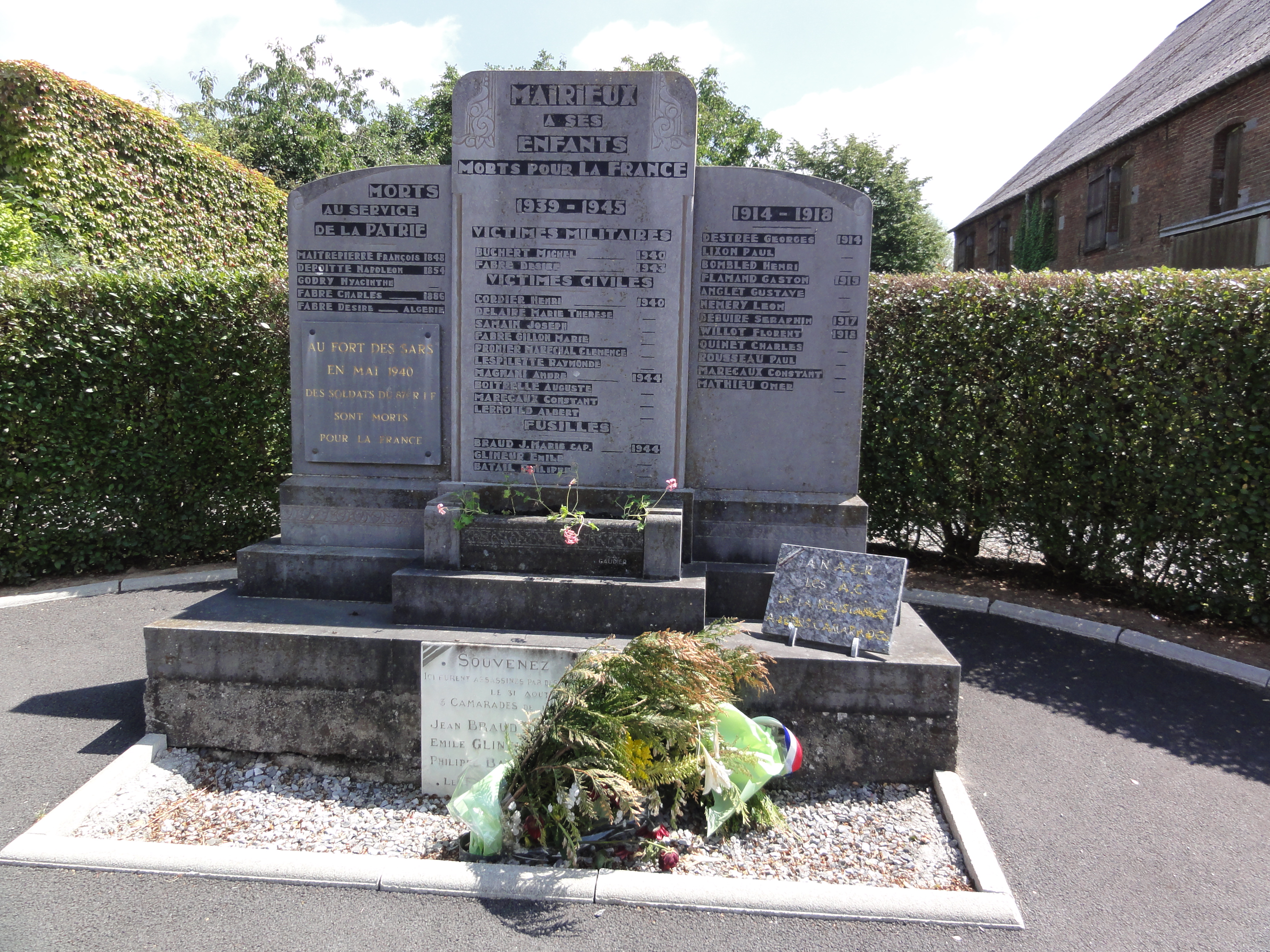
Monument aux morts à La Grisoelle.

## Personnalités liées à la commune
- Le général Jean-Baptiste Gouvion, maréchal de camp, commandant de l'avant-garde de l'armée de La Fayette, tué d'un coup de canon au combat de La Glisuelle le 11 juin 1792.

## Pour approfondir